# Koninklijke Nederlandse Voetbal Bond
Koninklijke Nederlandse Voetbal Bond (KNVB) – ogólnokrajowy związek sportowy działający na terenie Holandii, posiadający osobowość prawną, będący jedynym prawnym reprezentantem holenderskiej piłki nożnej (jedenastoosobowej, halowej, plażowej), zarówno mężczyzn, jak i kobiet, we wszystkich kategoriach wiekowych w kraju i za granicą.
KNVB został założony w 1889 roku. Od 1904 roku należy do FIFA, a od 1954 – do UEFA.

## Informacje ogólne
- Adres: Woudenbergseweg 56-58, P.O. Box 515, Am Zeist 3700, Amsterdam
- Liczba klubów: 4.050
- Liczba sędziów: 4.100
- Liczba zarejestrowanych piłkarzy: 1 260 000
- Dzieli się na sześć regionalnych związków: KNVB West I w Amsterdamie, KNVB Noord w Heerenveen, KNVB Oost w Deventer, KNVB West II w Rotterdamie, KNVB Zuid I w Breda i KNVB Zuid II w Nieuwstadt

## Reprezentacja
Więcej czytaj na stronie Reprezentacja Holandii w piłce nożnej mężczyzn
- Miejsce w rankingu FIFA – 15 (stan na 15 marca 2016)
- Najwyższe miejsce – 1 (sierpień 2011)
- Najniższe miejsce – 25 (sierpień 1998)
- Najwięcej meczów w kadrze – Edwin van der Sar (130)
- Najwięcej goli w kadrze – Robin van Persie (47)
- Bilans w finałach mistrzostw świata – 7 startów: 32 mecze (14-9-9), bramki 56-36 (stan na 6 czerwca 2006)

## Selekcjonerzy drużyny narodowej
- 1908-14 –  Edgar Chadwick
- 1914-14 –  John Hunter
- 1919-23 –  Fred Warburton
- 1923-23 –  Bob Glendenning
- 1924-24 –  William Townley
- 1924-40 –  Bob Glendenning
- 1946-47 –  Otto Bonsema
- 1947-48 –  Jesse Carver
- 1948-49 –  Tom Sneddon
- 1949-54 –  Jaap van der Leck
- 1954-56 –  Max Merkel
- 1957-57 –  George Hardwick
- 1957-64 –  Elek Schwartz
- 1964-65 –  Denis Neville
- 1965-70 –  Georg Keßler
- 1970-74 –  František Fadrhonc
- 1974-74 –  Rinus Michels
- 1974-76 –  Georg Knobel
- 1976-77 –  Jan Zwartkruis
- 1977-78 –  Ernst Happel
- 1978-81 –  Jan Zwartkruis
- 1981-81 –  Rob Baan
- 1981-84 –  Kees Rijvers
- 1984-88 –  Rinus Michels
- 1985-86 –  Leo Beenhakker
- 1988-90 –  Thijs Libregts
- 1990-90 –  Leo Beenhakker
- 1990-92 –  Rinus Michels
- 1992-95 –  Dick Advocaat
- 1995-98 –  Guus Hiddink
- 1998-00 –  Frank Rijkaard
- 2000-02 –  Louis van Gaal
- 2002-04 –  Dick Advocaat
- 2004-08 –  Marco van Basten
- 2008-12 –  Bert van Marwijk
- 2012-14 –  Louis van Gaal
- 2014-15 –  Guus Hiddink
- 2015-17 –  Danny Blind
- 2017-17 –  Dick Advocaat
- 2018-20 –  Ronald Koeman
- 2020 –  Dwight Lodeweges
- 2020-2021 –  Frank de Boer
- od 2021 –  Louis van Gaal